# ドミノモード
ドミノモード （Domino Mode）は、Sweet-Kiss Promotionが運営しているレーベル「Cheer-Music」に所属していたユニット。
スローガンは「Rockな曲調に、ファッション性とセクシーさを兼ね備えたグループ」。
2010年現在は活動停止中で、活動再開の見込みもなく実質的には解散状態にある。

## メンバー

### 現メンバー
第一期〜
- 伊藤桃　（いとう　もも、3月11日 - 、青森県出身） ニックネーム:もも
- 希月樹衣　（きづき じゅい、1989年1月11日 -　、福岡県出身）　ニックネーム：樹衣ちゃ

### 卒業メンバー
第一期（2009年4月1日卒業）
- 小嶋じゅん　（こじま じゅん、1985年6月30日 - 、大阪府出身）　ニックネーム：じゅんちぃ
- 田井中茉莉亜　（たいなか まりあ、1990年6月6日 - 、京都府出身）　ニックネーム：まりりん

## 略歴
- 2009年2月3日、表参道FABにてお披露目
- 2009年2月8日、Shibuya DUO -Music Exchange-にて初ライブを開催。
- 2009年3月4日、表参道FABにてドミノモードプチワンマンライブ「ドミノモード 今夜は”ひな祭り”モード」を開催。
- 2009年4月1日、大塚Deepaにて「ドミノモード第一期生卒業ライブ?新たなる旅立ち?」を開催、

第一期4名のうち2名が卒業、第二期活動まで休業に入る。
僅か2ヶ月弱での活動停止となったが、卒業ライブ後にメンバーのブログにて期間限定ユニットであった事が明らかにされた。但し、結成当初にそのような事実は全く告知されていない。
また、あくまで『第一期』として残留扱いであった希月樹衣が当時の事務所を退所し、芸名も高城樹衣と改名している現状では、第二期としての活動が開始される可能性は限りなくゼロに近い状態となっている。

## ディスコグラフィ
コラボレーション
- 2009年2月25日発売「アニメ☆ダンスPresents アニカンヒットチャートセレクション」に「TRICKSTER」収録